# Селезнёв, Фёдор Александрович
Федор Алекса́ндрович Селезнев (род. 18 декабря 1968, Горький) — профессор Нижегородского университета, доктор исторических наук, нижегородский краевед, председатель общества «Нижегородский краевед».

## Биография
В 1986 году окончил физико-математическую школу № 40 и поступил на заочное отделение исторического факультета ГГУ. В 1987—1990 годах проходил срочную службу на Краснознаменном Тихоокеанском флоте. Демобилизован в звании старшины второй статьи. В 1994 году окончил с отличием исторический факультет ННГУ.
В 1997 году под руководством А. В. Седова защитил кандидатскую диссертацию «Нижегородские кадеты в 1905—1917 гг.: региональный опыт парламентской партии». В 2007 году защитил докторскую диссертацию «Конституционно-демократическая партия в 1905—1917 гг.: экономическая программа и отношения с буржуазией».
В 1997—2014 годах работал на кафедре истории России досоветского периода и краеведения исторического факультета ННГУ, в том числе в 2007—2014 годах — в должности заведующего. С 2014 года, после объединения исторического факультета и факультета международных отношений — профессор кафедры зарубежного регионоведения и локальной истории Института международных отношений и мировой истории (ИМОМИ), заведующий центром краеведческих исследований ИМОМИ ННГУ. Член экспертного совета ВАК РФ по истории (с 2018).

## Научная деятельность
В сферу научных интересов Ф. А. Селезнёва входят: история Конституционно-демократической партии, теория элит, история старообрядчества, биография П. И. Мельникова-Печерского, экономическая история России и Нижегородского края, политическая история России начала XX века, история нижегородских народных промыслов, биография Юрия Долгорукого, основание Городца на Волге.
Согласно концепции Ф. А. Селезнёва, основными элементами идеологии кадетской партии являлись: 1) эволюционный социализм народнического толка; 2) социальный либерализм. В соответствии с народническими установками кадеты враждебно относились к русской промышленности, как к искусственному порождению политики царского правительства. Как правило, они находились на антибуржуазных позициях, выступали против гласного, политически оформленного сотрудничества с лидерами и организациями предпринимательского сообщества.
Ф. А. Селезнёв — редактор-составитель «Нижегородской энциклопедии промышленности и предпринимательства» (2011), трёхтомника «Истории народных художественных промыслов и ремесел Нижегородской области» (2011); книги для внеклассного чтения по истории Нижегородского края «Славное прошлое Нижегородской земли» (2013). Лауреат премии Нижнего Новгорода в номинации «Краеведение» (2003, 2012, в номинации «Образование» 2018 и в номинации «Литература» 2020. С 2012 года возглавляет общество «Нижегородский краевед», ответственный редактор сборника научных статей: «Нижегородский краевед», изд. в Нижнем Новгороде (2015. — Вып.1; 2016. — Вып. 2; 2017 — Вып.3; 2018 — Вып. 4; 2020. — Вып. 5; 2021. — Вып. 6). Участвовал в создании учебно-методического комплекта по истории Нижегородского края для средней школы.

## Статьи для энциклопедий

### «Большая российская энциклопедия»
- Кишкин Николай Михайлович
- Нижний Новгород
- Нижегородский край
- Нижегородская область (историческая часть статьи)

### «Российский либерализм середины XVIII — начала XX века: энциклопедия»
- «Волжский вестник», газета
- «Волгарь», газета
- «Волжское слово», газета
- «Нижегородский листок», газета
- «Поволжский вестник», газета
- Ещин Евсей Маркович
- Кедрин Евгений Иванович
- Килевейн Георгий Робертович
- Лутугин Леонид Иванович
- Мигулин Пётр Петрович
- Перелешин Александр Васильевич
- Савельев Александр Александрович
- Свечин Алексей Александрович
- Третьяков Сергей Николаевич
- Френкель Захарий Григорьевич
- Челышев Михаил Дмитриевич
- Черненков Николай Николаевич
- Чешихин Василий Евграфович

## Книги
- Выборы и выбор провинции: партия кадетов в Нижегородском крае (1905—1917 гг.). Нижний Новгород: Изд-во ННГУ, 2001. 314 с.
- Конституционные демократы и буржуазия (1905—1917 гг.) Нижний Новгород: Издательство Нижегородского университета им. Н. И. Лобачевского, 2006. 227 с.
- Нижегородская энциклопедия промышленности и предпринимательства. Нижний Новгород: Книги. 2011. 616 с.
- Конституционно-демократическая партия в 1905—1917 гг.: экономическая программа и отношения с буржуазией. Саарбрюккен: Lambert Academic Publishing, 2012. 440 с.
- История выборов в России с древнейших времен до конца XX в. (на примере Нижегородского края): учебное пособие. Нижний Новгород. 2012. 104 с.
- Славное прошлое Нижегородской земли : [книга для внеклассного чтения по истории Нижегор. края] : 12+ / [сост. и науч. ред. Ф. А. Селезнев]. Нижний Новгород : ДЕКОМ, 2013. 415 с.
- Нижегородцы и преодоление Смуты (1606—1618). Нижний Новгород : Деком, 2015. 141 с.
- Революция 1917 года и борьба элит вокруг вопроса о сепаратном мире с Германией (1914—1918 гг.). Санкт-Петербург : Алетейя, 2017. 178 с.
- О Рождественской улице и Строгановской церкви на ней. Нижний Новгород : БегемотНН, 2018. 120 с.
- Селезнев Федор Александрович: биобиблиографический указатель. Н. Новгород, 2018. 152 с.
- День народного единства — праздник из Нижнего Новгорода. Нижний Новгород: Кириллица, 2019. 240 с.
- Роковая женщина военного министра: генерал Сухомлинов и Екатерина Бутович / Ф. А. Селезнев, А. В. Евдокимов. СПб: Алетейя, 2020. 254 с.
- История Нижнего Новгорода. Нижний Новгород : ООО «Бегемот НН», 2020. 416 с.: ил.
- День народного единства — праздник из Нижнего Новгорода. 2-е изд., испр. и доп. Нижний Новгород : Союзполиграф : Кириллица, 2020. 228 с.
- История Нижегородского края XIX — начала XX века. 9 класс : учебное пособие для учащихся / Ф. А. Селезнев; под ред. В. К. Романовского; М-во образования Нижегор. обл., Нижегор. ин-т развития образования. Нижний Новгород : НИРО, 2020. 303, [1] с.
- История Нижнего Новгорода : [800-летию Нижнего Новгорода посвящается]. Изд. 2-е, с изм. Нижний Новгород : ООО «Бегемот НН», 2021. 415 с.: ил., портр.
- Нижегородские маршруты российских императоров: Романовы в Нижнем Новгороде. Нижний Новгород : Литера, 2021. 51 с. : ил., цв. ил., портр., факс., герб.
- Суд над генералом В. А. Сухомлиновым: документы и материалы (1912—1917 гг.) / Ф. А. Селезнев, А. В. Евдокимов. Нижний Новгород: ННГУ им. Н. И. Лобачевского, 2021. 393 с.
- История Нижнего Новгорода : [800-летию Нижнего Новгорода посвящается] / Ф. А. Селезнев. Изд. 3-е, с изм. и доп. Нижний Новгород : ООО «Бегемот НН», 2022. 416 с.: ил.
- Легенды и были Нижегородской старины: книга для семейного чтения / Ф. А. Селезнев. Нижний Новгород: Изд-во «Книги», 2023. 192 с.: ил.

## Статьи
- Трущобы Всеволода Крестовского // Москва. — 2004. — № 6. — С. 213—226.
- Либералы и социалисты — предшественники кадетской партии // Вопросы истории. 2006. № 9. С. 22-34.
- Министры-кадеты и экономическая политика Временного правительства (март-июль 1917 г.) // Вопросы истории. 2007. № 8. С. 111—119.
- Конституционные демократы и предприниматели в 1917 году // Отечественная история. 2007. № 6. С. 118—130.
- Судьба законопроекта о старообрядческих общинах (1905—1914) // Вестник Нижегородского ун-та им. Н. И. Лобачевского. 2008. № 1. С. 130—140.
- Создание нижегородской городской думы (1785—1787) // Вестник Нижегородского ун-та им. Н. И. Лобачевского. 2009. № 3. С. 177—183.
- Промышленная политика государства: исторический опыт России // Вопросы экономики. 2011. № 4. С. 149—153.
- Вопрос о времени основания Городца в российской дореволюционной историографии // Вестник Нижегородского университета им. Н. И. Лобачевского. 2012. № 1 (1). С. 182—189.
- Основание Городца на Волге: итоги изучения // Вестник Нижегородского университета им. Н. И. Лобачевского. 2012. № 4 (1). С. 287—294.
- Празднование 800-летия Городца Волжского в 1952 г.: историографическая предыстория // Труды исторического факультета Санкт-Петербургского ун-та. 2013. № 12. С.168-174.-URL: http://docplayer.ru/49837319-Prazdnovanie-800-letiya-gorodca-volzhskogo-v-1952-g-istoriograficheskaya-predystoriya.html
- Окружение генерала Л. Г. Корнилова в апреле — мае 1917 г. (к биографии В. С. Завойко) // Вестник Московского университета. Серия 8. История. 2014. № 2. С.15-25.
- Планировка и названия городов Юрия Долгорукого // Novogardia. 2019. № 1 (1). С. 47-67.
- Строгановы в Нижнем Новгороде (XVI-начало XVIII века) // Нижегородский краевед: сб. науч. ст. Нижний Новгород, 2020. С. 26-50. — https://www.elibrary.ru/item.asp?id=42701302
- Кузьма Минин и ранняя история Похвалинской церкви в Нижнем Новгороде // Вестник Ивановского государственного университета. Серия: Гуманитарные науки. 2021. № 4. С. 105—110.
- О Булгарском городе предшественнике Нижнего Новгорода // Регионы мира: проблемы истории, культуры и политики. Сборник научных статей . Нижний Новгород, 2022. С. 208—214.
- Отношение Николая II к участию Государственной Думы в решении вопросов оборонного характера (1906—1914 гг.): историографический аспект // Ф. А. Селезнев, А. В. Евдокимов // Вопросы истории. 2022. № 6-1. С. 153—161.
- Советское руководство, Германия и Брестский мир: публикация новых документов // Российская история. 2022. № 5. С. 229—234.
- Современная историография о взаимоотношениях Николая II и Столыпина // Вестник МГПУ. Серия: Исторические науки. 2022. № 4. С. 64-77.
- «Необходимо командирование в Петроград пользующегося популярностью и авторитетом в войсках боевого генерала»: документы РГВИА о формировании и действиях отряда генерала Н. И. Иванова в дни Февральской революции 1917 г // Исторический архив. 2023. № 1. С. 4-25.
- О времени появления захоронения Кузьмы Минина в Спасо-Преображенском храме Нижнего Новгорода // На изломе эпох. Россия в начале XVII века. Материалы всероссийской научной конф. Нижний Новгород, 2024. С. 60-69.